# ノートルダム・ド・ラーケン教会
座標: 北緯50度52分43秒 東経4度21分19秒 / 北緯50.87861度 東経4.35528度

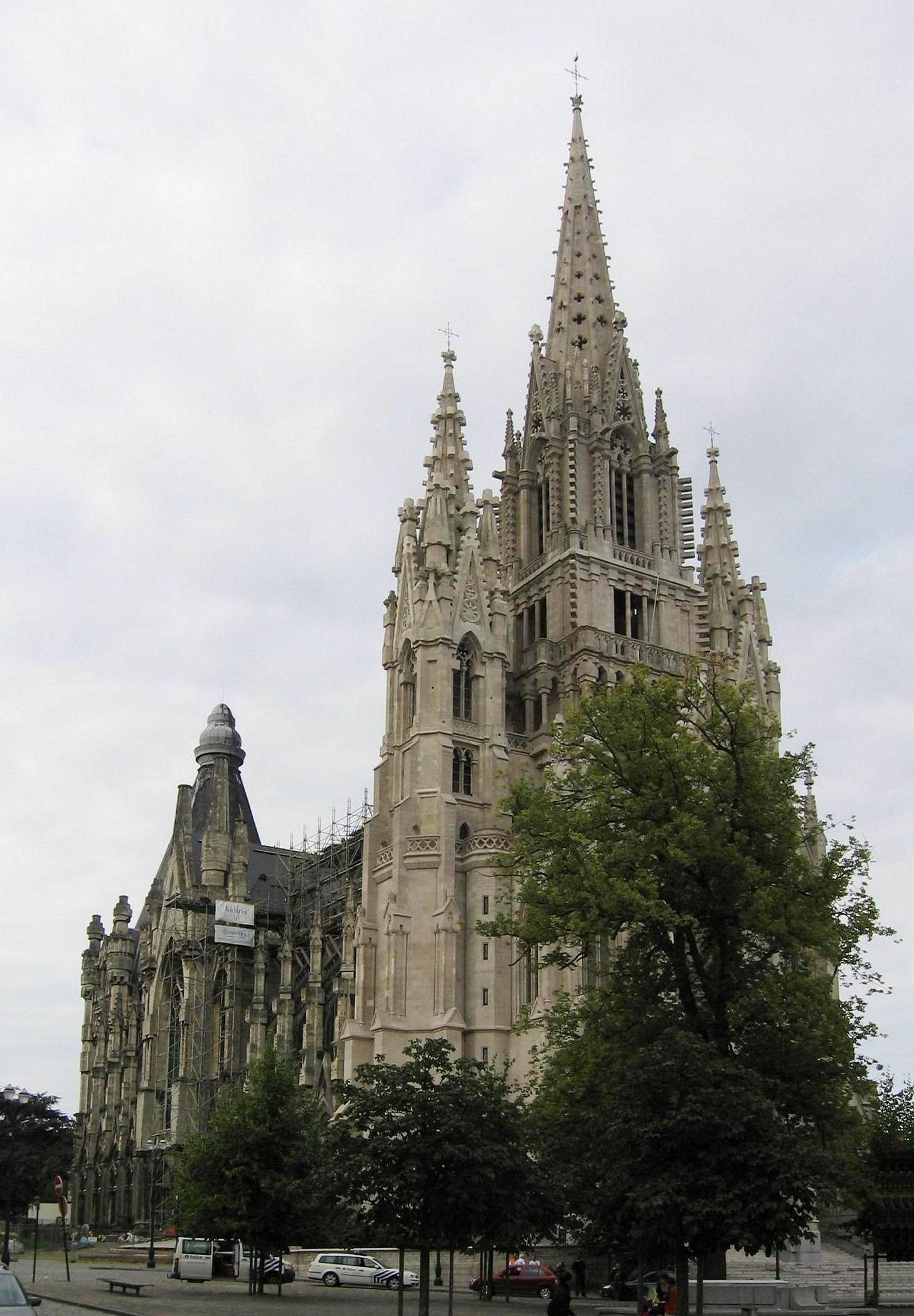
ラーケン・ノートルダム教会

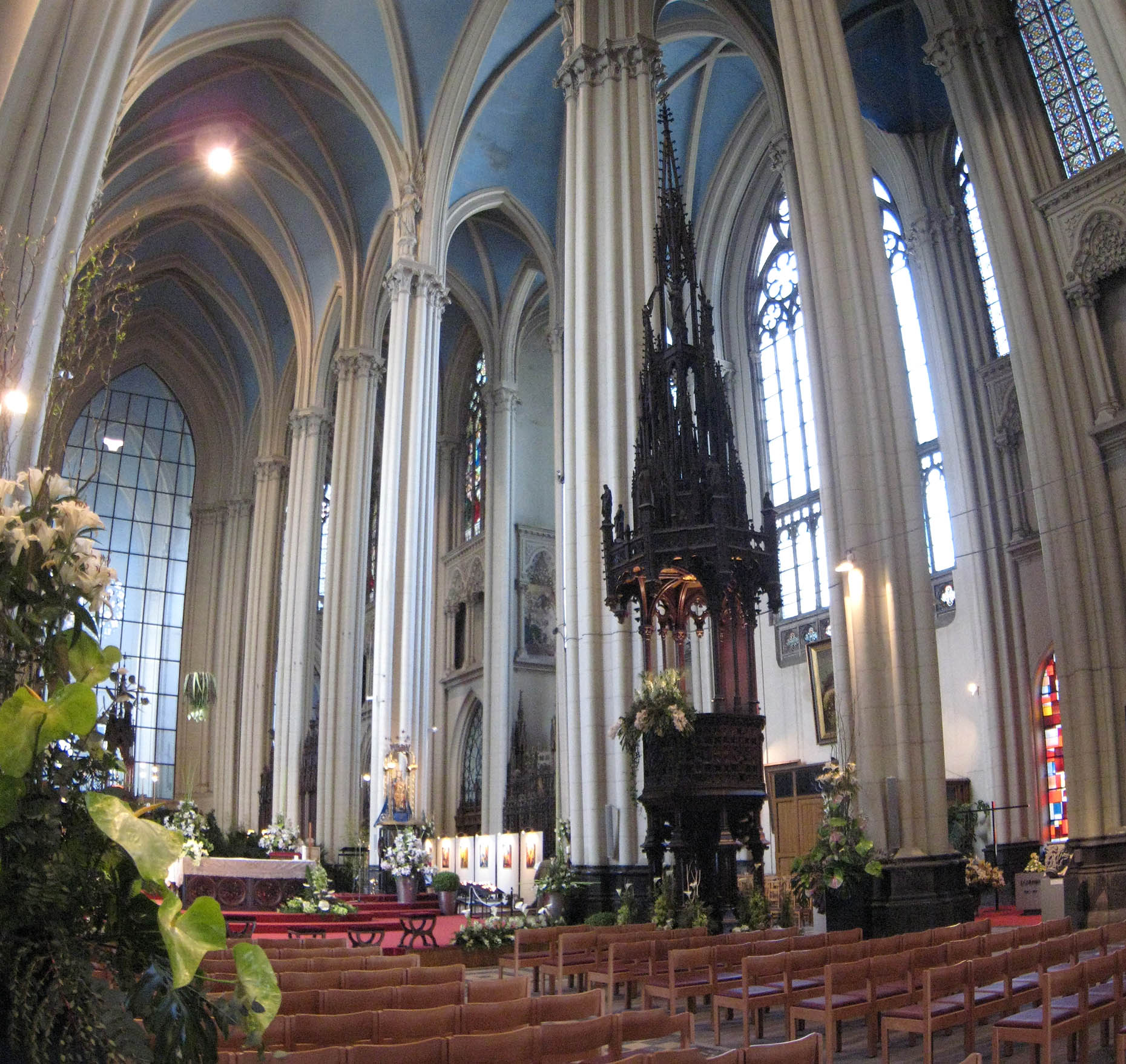
教会内部

ノートルダム・ド・ラーケン教会（フランス語: Église Notre-Dame de Laeken; オランダ語: Onze-Lieve-Vrouwekerk van Laken）は、ベルギー王国ブリュッセル市ラーケンにあるゴシック・リヴァイヴァル建築のローマ・カトリック教会。元々はレオポルド1世の妻ルイーズ＝マリー・ドルレアンの追憶としてヨセフ・プラールの計画によって作られた教会である。

## 歴史
1850年にオーステンデで死したマリーは、ラーケン王宮の附近に葬られることを所望していた。そして夫のレオポルド1世は彼女のために霊廟としてこの教会を建設することにした。そして、当時若かりしヨセフ・プラールの計画によって建築された。
1854年にレオポルド1世によって最初の石が設置され、1872年に教会となったが、工事は1909年まで続いた。そして、地下納骨堂には教会建設以前のものも含むベルギー王室の人々の遺骸が納められている。

## 埋葬されている人々
- レオポルド1世
- ルイーズ＝マリー・ドルレアン
- レオポルド2世
- マリー＝アンリエット・ド・アブスブール＝ロレーヌ
- アルベール1世
- エリザベート・ド・バヴィエール
- レオポルド3世
- アストリッド・ド・スエード
- リリアン・バエル
- ボードゥアン1世
- ファビオラ・デ・モラ・イ・アラゴン
- レオポルド・ド・ベルジック
- ボードゥアン・ド・ベルジック
- シャルロッテ・フォン・ベルギエン